# Fabio Majorana
Fabio Majorana Calatabiano (Catania, 7 agosto 1875 – Roma, 1934) è stato un ingegnere italiano, ricordato per essere stato il padre di Ettore Majorana e uno dei fondatori della prima società telefonica catanese.

## Biografia
Fabio Massimo Majorana nasce a Catania il 7 agosto 1875, dall'avvocato Salvatore Majorana Calatabiano e da Rosa Campisi, nella casa di via Ogninella. Ultimo di cinque fratelli (a lui seguirono poi due sorelle), si laurea a ventidue anni in Ingegneria civile a Palermo e poi in Scienze fisiche e matematiche, all'Università di Roma.
Gli altri fratelli e sorelle di Fabio erano: Giuseppe, giurista, accademico e deputato al parlamento nazionale, nato nel 1863; Angelo, statista e accademico, nato nel 1865; Quirino, fisico, nato nel 1871; Dante, giurista e accademico, nato nel 1874; Elvira, nata nel 1877, ed Emilia.
Il 2 dicembre 1899, sposa a Catania l'ereditiera Salvatrice Dorina Corso (Catania, 1876 - Roma, 1966) di un anno più giovane e di famiglia catanese. Dalla loro unione nascono 5 figli: Rosina, che sposerà Werner Schultze; Salvatore, laureato in legge, rimasto celibe, si dedicò allo studio della filosofia; Luciano, ingegnere civile specializzato in costruzioni aeronautiche, condivise parte degli studi con il fratello Ettore, si sposò, dando il nome del fratello ad uno dei suoi tre figli, e si dedicò alla progettazione e costruzione di strumenti per l'astronomia ottica; Ettore, il noto fisico; e, quinta e ultima, Maria, musicista ed insegnante di pianoforte.
Fabio Majorana dedica molta attenzione all'educazione dei figli in particolare per Ettore, che sarà educato ed istruito privatamente dal padre fino ai 9 anni circa, per poi passare all'Istituto parificato Massimo dei padri gesuiti di Roma, dove terminerà le scuole elementari e medie inferiori. Ettore rimarrà sempre affettuosamente molto legato al padre, risentendo fortemente della sua morte, avvenuta nel 1934.

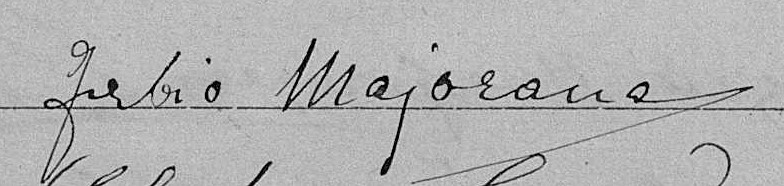
Firma autografa di Fabio Majorana, da un documento del 1899

Fabio Majorana fonda e dirige a Catania la prima società telefonica della città, quindi viene nominato ispettore generale del Ministero delle Comunicazioni di Roma. Si dedica pure all'architettura: Palazzo Rosa, in via VI Aprile a Catania, costruito secondo un'architettura eclettica di gusto Liberty, e da lui progettato, servirà poi da modello per altri palazzi di Roma che lui stesso edificherà.

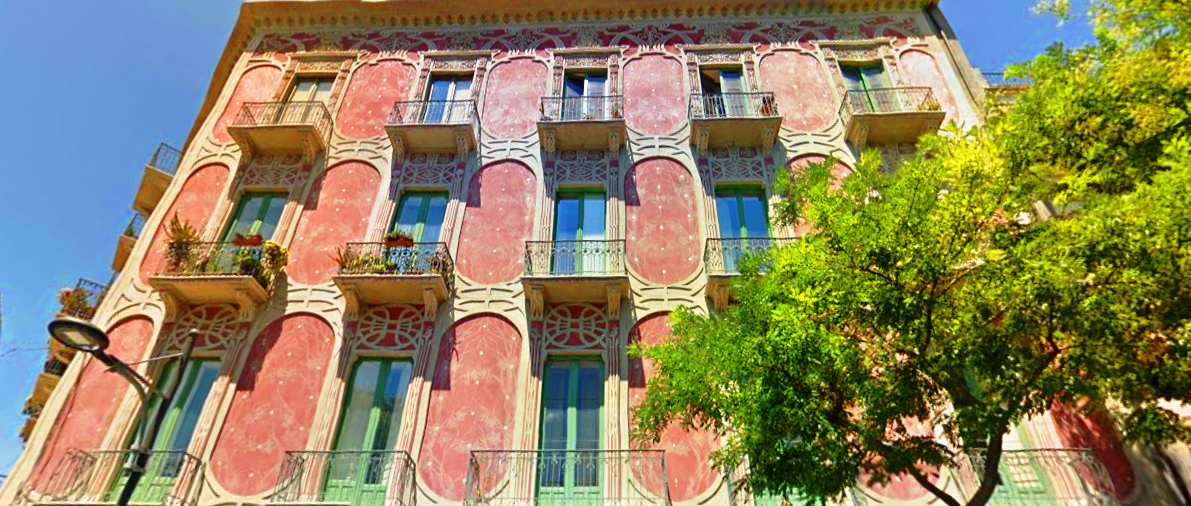
Palazzo Rosa, Catania